# Kättilö tullhus
Kättilö tullhus är en tullhusbyggnad från 1700-talet på Kättilö, Gryts socken, Valdemarsviks kommun.
På Kättilö omtalas redan under Gustav Vasas regering "Olof i Kettilö" som lots för de kungliga skeppen på väg till Kalmar. En fast tullstation inrättades på Kettilö 1638. Tullstationen var i bruk in på 1900-talet.